# Manuel Fernández Castrillón
Manuel Fernández Castrillón (Cuba, 1780 circa – San Jacinto, 21 aprile 1836) è stato un militare messicano, Maggior generale dell'esercito messicano del XIX secolo nonché consigliere e amico intimo dell'allora presidente messicano e Generalissimo Antonio López de Santa Anna.

## Biografia
Manuel Fernández Castrillón nacque a Cuba quando questa era ancora colonia dell'Impero Spagnolo. Durante la guerra d'indipendenza del Messico si unì ad una forza militare spagnola che stava tentando di sottomettere i ribelli messicani, ma presto cambiò schieramento e andò a servire le forze di indipendenza. Un anno dopo la vittoria messicana, nel 1822, incontrò per la prima volta Antonio López de Santa Anna nei pressi di Veracruz, quando questo era impegnato a combattere i tentativi spagnoli di riconquista del Messico. Servì come aiutante di campo del "Generalissimo" Santa Anna prima contro gli spagnoli e poi nel conflitto di Indipendenza del Texas del 1836, nel quale il Generalissimo invase il Texas da poco ribellatosi al dominio messicano. Castrillón partecipò alla Battaglia di Alamo, dove spesso entrò in contrasto con le decisioni di Santa Anna, ad esempio riguardo all'assalto diretto al vecchio forte (il quale avrebbe rischiato di essere causa della perdita di molti uomini) prima del quale Castrillón suggerì a Santa Anna di attendere l'arrivo di cannoni pesanti dal Messico che avrebbero facilmente demolito le vecchie mura del forte senza subire un gran numero di perdite. Castrillón morì durante la Battaglia di San Jacinto, mentre cercava di resistere all'attacco texano. In questa battaglia lo stesso Santa Anna venne catturato e fatto prigioniero.

## Nel cinema
Nel film western americano, del 2004, Alamo - Gli ultimi eroi, che tratta in modo molto dettagliato tutta la campagna di Santa Anna, dall'inizio dell'invasione al Texas, fino alla sconfitta della sua armata, la figura del Generale Manuel Fernandez Castrillon si mette in mostra per il suo animo più bonario e rispettoso nei confronti dei ribelli texani. È messo anche in luce il suo contrasto col Generale Santa Anna, riguardo alle azioni militari da compiersi. È interpretato dall'attore argentino Cástulo Guerra.